# 卡尔·麦克纳尔蒂
卡尔·埃德温·麦克纳尔蒂（英語：Carl Edwin McNulty，1930年2月14日—2020年1月14日），美国NBA联盟前职业篮球运动员。